# Kiszucaújhelyi járás

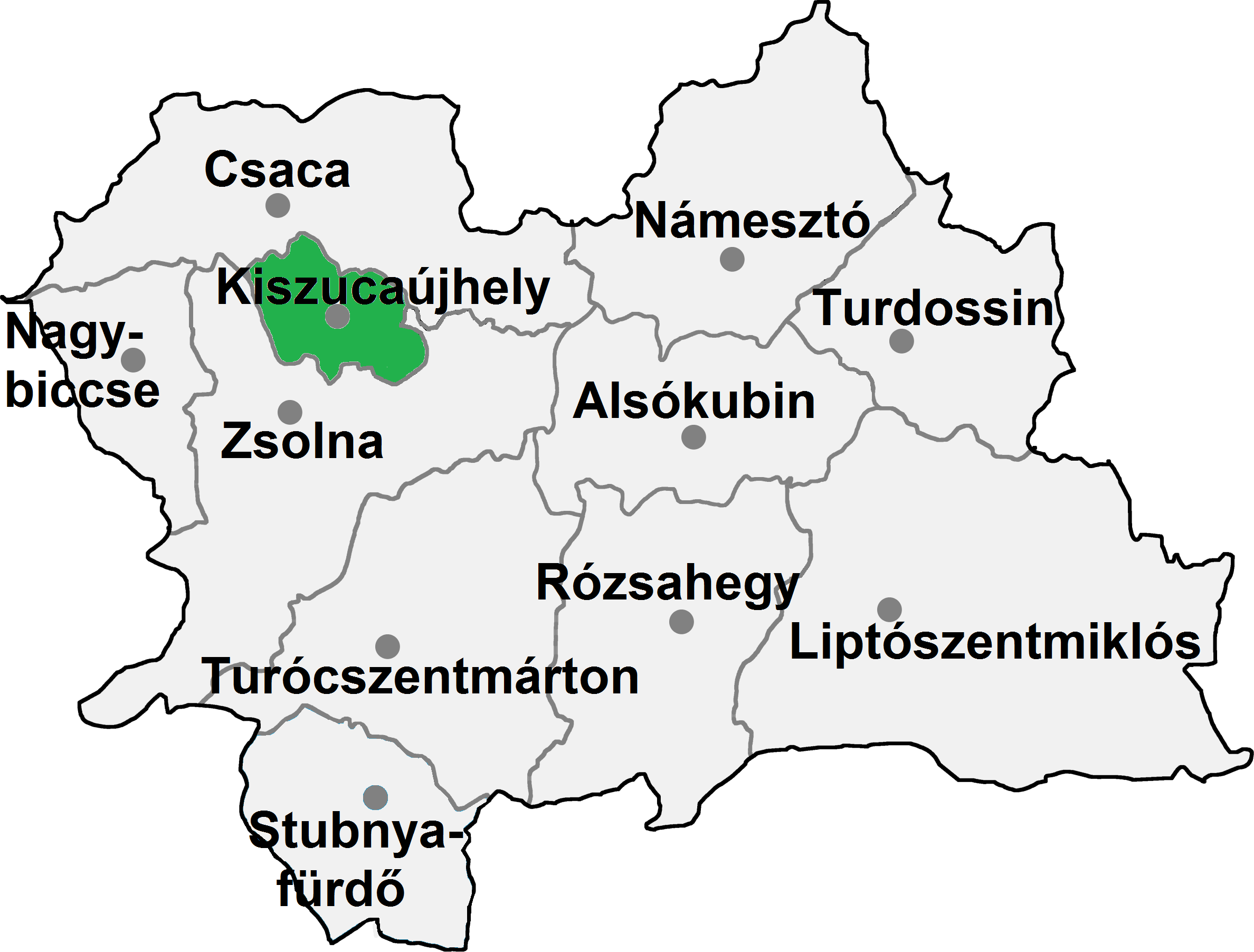
A Kiszucaújhelyi járás fekvése a Zsolnai kerületen belül

A Kiszucaújhelyi járás (szlovákul Okres Kysucké Nové Mesto) Szlovákia Zsolnai kerületének közigazgatási egysége. Területe 174 km², lakosainak száma 33 308 (2011), székhelye Kiszucaújhely (Kysucké Nové Mesto). A járás területe teljes egészében az egykori Trencsén vármegye területe volt.

## Népessége
| Év:            | 1994.  | 2004.   | 2014.   | 2024.   |
| -------------- | ------ | ------- | ------- | ------- |
| Emberek száma: | 33 019 | 33 944  | 33 158  | 32 540  |
| Eltérés:       |        | +2,80 % | -2,31 % | -1,86 % |

| Év:            | 2023.  | 2024.   |
| -------------- | ------ | ------- |
| Emberek száma: | 32 642 | 32 540  |
| Eltérés:       |        | -0,31 % |

## A Kiszucaújhelyi járás települései
(Zárójelben a szlovák név szerepel.)
- Alsóvadas (Dolný Vadičov)
- Felsővadas (Horný Vadičov)
- Gerebes (Povina)
- Havas (Snežnica)
- Kisrudas (Rudinka)
- Kiszucaújhely (Kysucké Nové Mesto)
- Lodnó (Lodno)
- Nagyrudas (Rudina)
- Neszlény (Nesluša)
- Ösvényes (Ochodnica)
- Pázsitos (Lopušné Pažite)
- Radola (Radoľa)
- Rezsőfalva (Rudinská)
- Újhelymogyoród (Kysucký Lieskovec)